# Швейцария на летних Олимпийских играх 1996
Швейцария принимала участие в Летних Олимпийских играх 1996 года в Атланте (США) в двадцать третий раз, и завоевала четыре золотые и три серебряные медали. Сборная страны состояла из 115 спортсменов (72 мужчины, 43 женщины).

## Медалисты
| Медаль  | Спортсмен                                                      | Вид спорта                  | Дисциплина                          |
| ------- | -------------------------------------------------------------- | --------------------------- | ----------------------------------- |
| Золото  | Ксено Мюллер                                                   | Академическая гребля        | Мужчины, одиночки                   |
| Золото  | Маркус Гир Михаэль Гир                                         | Академическая гребля        | Мужчины, двойки парные (лёгкий вес) |
| Золото  | Ли Дунхуа                                                      | Спортивная гимнастика       | Мужчины, конь                       |
| Золото  | Паскаль Ришар                                                  | Велоспорт                   | Мужчины, групповая гонка            |
| Серебро | Томас Фришкнехт                                                | Велоспорт                   | Мужчины, маунтинбайк                |
| Серебро | Вилли Меллигер                                                 | Конный спорт                | Конкур, личное первенство           |
| Серебро | Габи Мюллер Ингрид Хараламов Сабина Айхенбергер Даниэла Баумер | Гребля на байдарках и каноэ | Женщины, байдарка-четвёрка, 500 м   |

## Результаты соревнований

### Академическая гребля
В следующий раунд из каждого заезда проходили несколько лучших экипажей (в зависимости от дисциплины). В финал A выходили 6 сильнейших экипажей, остальные разыгрывали места в утешительных финалах B-D.
Мужчины
| Соревнование | Спортсмены   | Предварительный заезд | Предварительный заезд | Предварительный заезд | Отборочный заезд | Отборочный заезд | Отборочный заезд | Полуфинал     | Полуфинал     | Полуфинал     | Финал      | Финал   | Итоговое место |
| Соревнование | Спортсмены   | Заезд                 | Время                 | Место                 | Заезд            | Время            | Место            | Заезд         | Время         | Место         | Время      | Место   | Итоговое место |
| ------------ | ------------ | --------------------- | --------------------- | --------------------- | ---------------- | ---------------- | ---------------- | ------------- | ------------- | ------------- | ---------- | ------- | -------------- |
| одиночки     | Ксено Мюллер | 1                     | 7:26,75               | 1 Q                   | Не участвовал    | Не участвовал    | Не участвовал    | Полуфинал A/B | Полуфинал A/B | Полуфинал A/B | Финал A    | Финал A | 1              |
| одиночки     | Ксено Мюллер | 1                     | 7:26,75               | 1 Q                   | Не участвовал    | Не участвовал    | Не участвовал    | 1             | 7:10,07       | 1 QA          | 6:44,85 OB | 1       | 1              |